# Stowarzyszenie CKM Włókniarz
Stowarzyszenie Częstochowski Klub Motocyklowy "Włókniarz" – stowarzyszenie z siedzibą w Częstochowie, kontynuujące tradycje niezawodowego klubu żużlowego CKM Włókniarz Częstochowa. Prezesem stowarzyszenia jest Michał Świącik.

## Historia
Klub założony został w 1946 roku jako Częstochowskie Towarzystwo Cyklistów i Motocyklistów (CTCiM) swoją nazwą nawiązując do przedwojennej tradycji. W 1950 roku organizacja ta zmieniła nazwę na Częstochowski Klub Motocyklowy „Włókniarz”. Stowarzyszenie pod obecną nazwą zarejestrowano 22 kwietnia 2002.

## Działalność
Do końca 2006 roku głównym celem działalności Stowarzyszenia było prowadzenie drużyny ligowej CKM Włókniarz. W związku z decyzją o profesjonalizacji Ekstraligi Żużlowej startujące w lidze kluby do końca sezonu 2006 musiały przekształcić się w Sportowe Spółki Akcyjne. Spowodowało to zmianę profilu działalności stowarzyszenia. Głównym celem stowarzyszenia jest prowadzenie szkółki dla adeptów sportu żużlowego. Wychowankowie szkółki nieodpłatnie przekazywani są w pierwszej kolejności do CKM Włókniarz SA Stowarzyszenie wspomaga żużlowców w zakupie motocykli i osprzętu, przygotowuje treningi pierwszej i juniorskiej drużyny, kupuje paliwo, pokrywa także koszty wynajmu stadionu Arena Częstochowa i obsługi medycznej.

## Krytyka
Celowość działalności stowarzyszenia była kwestionowana przez komentatorów. Krytykowano opłacalność prowadzenia dwóch podmiotów realizujących wspólny cel czyli rozwijanie drużyny Włókniarza oraz brak widocznych efektów prowadzenia stowarzyszenia.